# Wargemoulin-Hurlus
Wargemoulin-Hurlus település Franciaországban, Marne megyében. Lakosainak száma 46 fő (2022. január 1.). Wargemoulin-Hurlus Minaucourt-le-Mesnil-lès-Hurlus, Laval-sur-Tourbe, Somme-Suippe és Souain-Perthes-lès-Hurlus községekkel határos.

## Népesség
A település népessége az elmúlt években az alábbi módon változott:
| Lakosok száma | 55   | 45   | 48   | 48   | 46   | 46   | 46   | 47   | 48   | 46   |
|               | 1968 | 1982 | 1990 | 2006 | 2013 | 2015 | 2017 | 2019 | 2020 | 2022 |